# Clay Center (Kansas)
Clay Center – miasto w Stanach Zjednoczonych, w stanie Kansas, w hrabstwie Clay, położone nad rzeką Republican.